# Rökkastare
Rökkastare är utskjutningsanordningar för rökgranater som ska täcka närområdet till kastaren med skylande rökbeläggning. De förekommer huvudsakligen monterade på fordon och används för att dölja användande fordon och närliggande trupp från fientliga styrkor, vilket skapar taktiska möjligheter för omgruppering eller reträtt. 
Rökkastare består vanligtvis av en eller flera korta utskjutningsrör laddade med rökgranat, drivladdning och tändanordning vardera, så kallad rökkastarammunition. Rökgranaterna avger vanligen, speciellt i modern tid, momentan rökbeläggning för att snabbt dölja användaren. Dock förekommer det, speciellt historiskt, rökkastare för kontinuerlig rökbeläggning. Rök från moderna rökkastare har ofta egenskapen att blockera termografi och laser, vilket bland annat används för att bryta låsningen hos laserstyrda vapen.

## Rökkastarammunition
Rökkastarammunition (militärförkortning: rökkastaram) består av rökgranat, drivladdning och tändanordning (exempelvis eltändare). Drivladdningen och tändaren är den anordning som skjuter ut rökgranaten från utskjutningsröret och laddas baktill i loppet. 
Rökkastargranater består klassiskt av samma vanliga äggrökhandgranater som används av infanteri, vilka laddas i utskjutningsröret utan säkringssprint (långtidsspärr) så rörets innerväggar håller fast grepen (korttidsspärren). När granaten skjuts ut släpps greppet om grepen så denna lämnar granaten och startar tidsfördröjningen på granatens tidrör, vartefter granaten verkar en bit från rökkastaren och bildar en rökridå. Vissa exempel ersätter mekanism och handgranattändare på handgranaten med en särskilt konstruerad drivladdningsanordning som på granaten skruvas in i deras ställe, vilken utöver drivladdning och drivladdningständare innehåller ny mekanism och tändare för granaten.
Moderna rökkastare samt vissa historiska använder gentemot klassiska exempel oftast särskilt konstruerade rökkastargranater och inte samma rökhandgranater som infanteri använder. Dessa har mer avancerade egenskaper vad gäller tändning och utlösning. Det förekommer även rökkastarsystem med flera olika granatalternativ som kan välja vilken granattyp som skjuts ut. Detta skapar möjligheten att förse systemet med viss andel andra granattyper, exempelvis lockbetesgranater för vilseledande av inkommande robotar, tårgasgranater, distraktionsgranater, samt närskyddsgranater som kan användas för att bekämpa fientligt närliggande infanteri om fordonet blir omringat på nära avstånd.

## Externa rökkastare

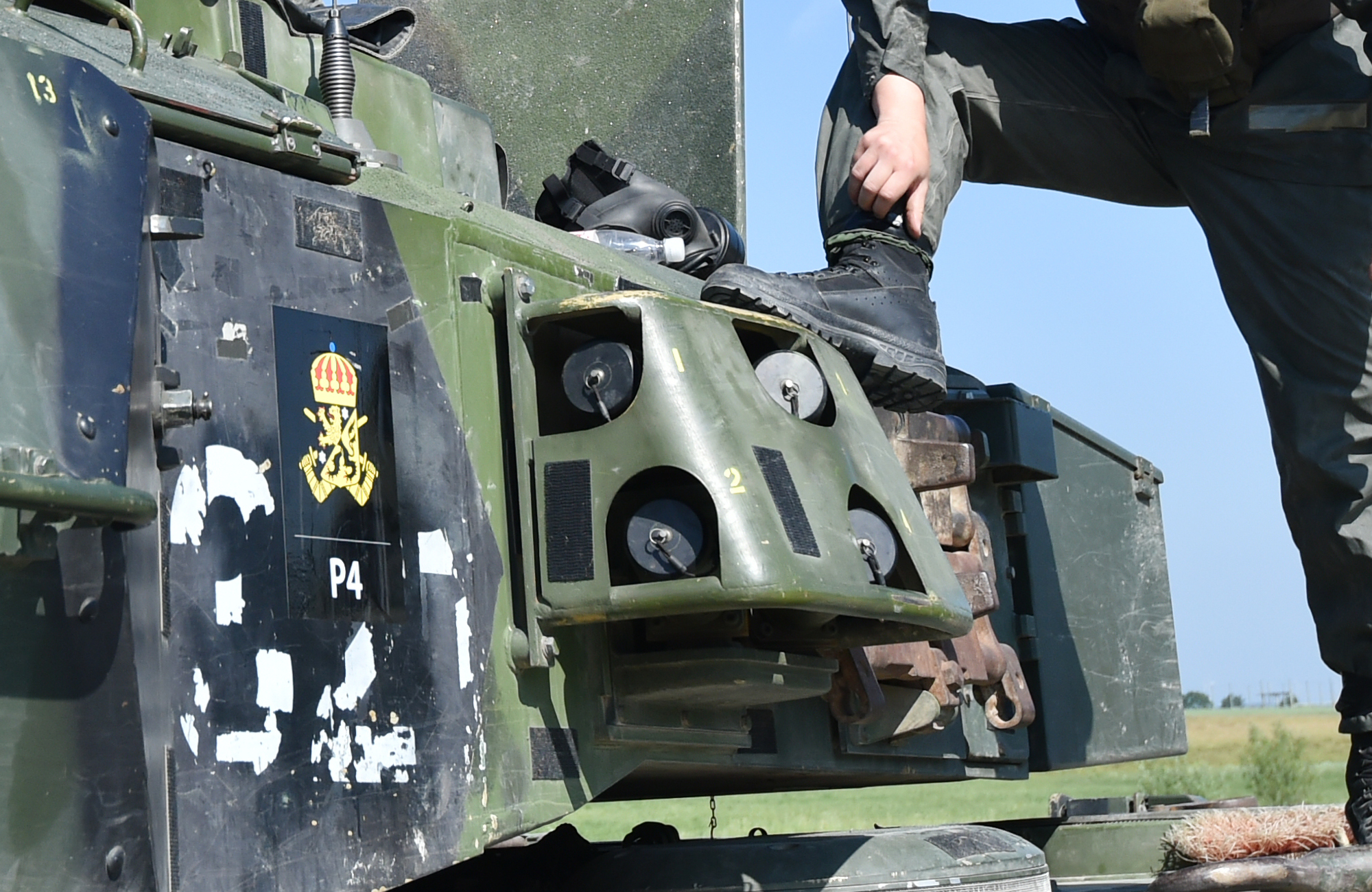
Franska Galix-rökkastare från GIAT Industries på svenska stridsvagn 122 (rökkastarbatteri systemmodell 122).

Externa rökkastare är den traditionella typen av rökkastare som används än idag och består av externt monterade utskjutningsanordningar som vanligen inte går att ladda om under skydd. Fördelarna med externa rökkastare är att det enkelt kan monteras flera stycken på ett fordon som i sin tur medför möjligheten att utskjutning av flera rökgranater samtidigt åt flera håll.
Nackdelen med att inta kunna ladda om under skydd blir att systemet blir mindre mångsidigt eftersom enbart en laddning praktiskt kan medföras i strid varvid rökgranater väger tyngre än närskyddsgranater. En lösning är att vissa utskjutningsrör laddas med närskyddsgranater som kan skjutas särskilt från rökladdningarna, vilket vissa moderna system har som unik konkurrensfördel.

## Interna rökkastare

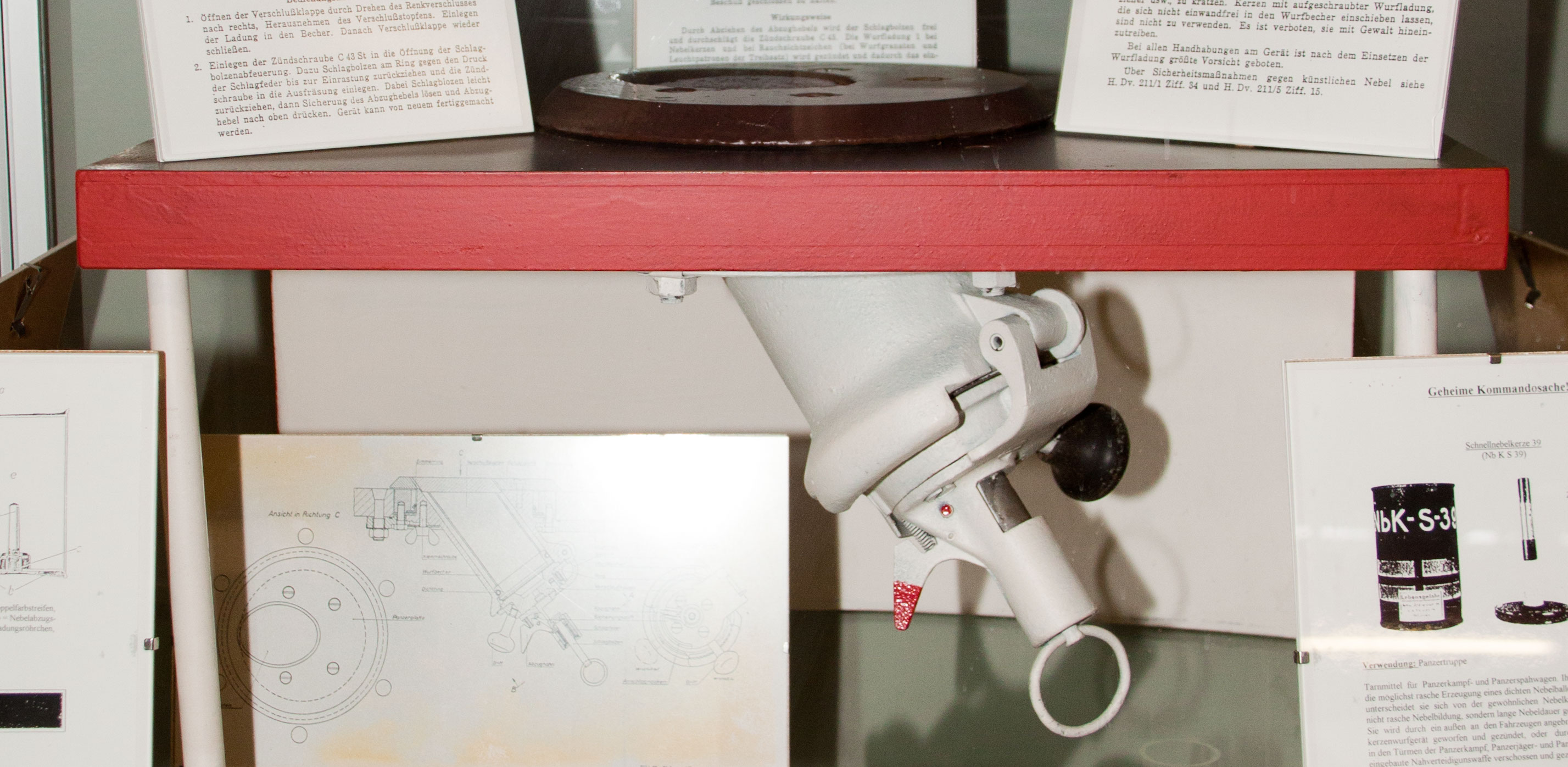
Tysk Nahverteidigungswaffe ("närstridsförsvarsvapen") intern rökkastare. Rött symboliserar taket på ett fordon.

Interna rökkastare består enkelt av bakladdade granatkastare som monterats igenom taket på stridsfordon. Till skillnad från externa rökkastare består interna rökkastare främst av en skjutanordning som avses skjuta en granat åt gången i enkelriktning med fördelen att det går att ladda om pjäsen under skydd under skydd inifrån fordonet. Detta medför att pjäsen kan skjuta rökgranater flera gånger under en strid med nackdelen att bara en granat skjuts åt gången men igen med fördelen att det öppnar upp möjligheten för andra granattyper att laddas vid behov, såsom spränggranater mot närliggande infanteri. Vissa interna exempel kan även roteras så skjutriktningen kan anläggas alla 360° grader runt om fordonet.
En nackdel med interna rökkastare är att de tar upp mycket utrymme i fordonet varför denna tekniska lösning har ersatts av externa system sedan andra världskrigets slut.

## Rökfällare
Utöver rökkastare förekommer även fällanordningar som släpper rökgranater eller rökfacklor direkt bakom fordonet, varvid fordonet avses backa igenom rökridån för täckning. Dessa hänvisas hädan som ”rökfällare” förslagsvis i avsaknaden av ett formellt namn. Typen användes främst under andra världskriget och har sedermera blivit ersatt av rökkastare.

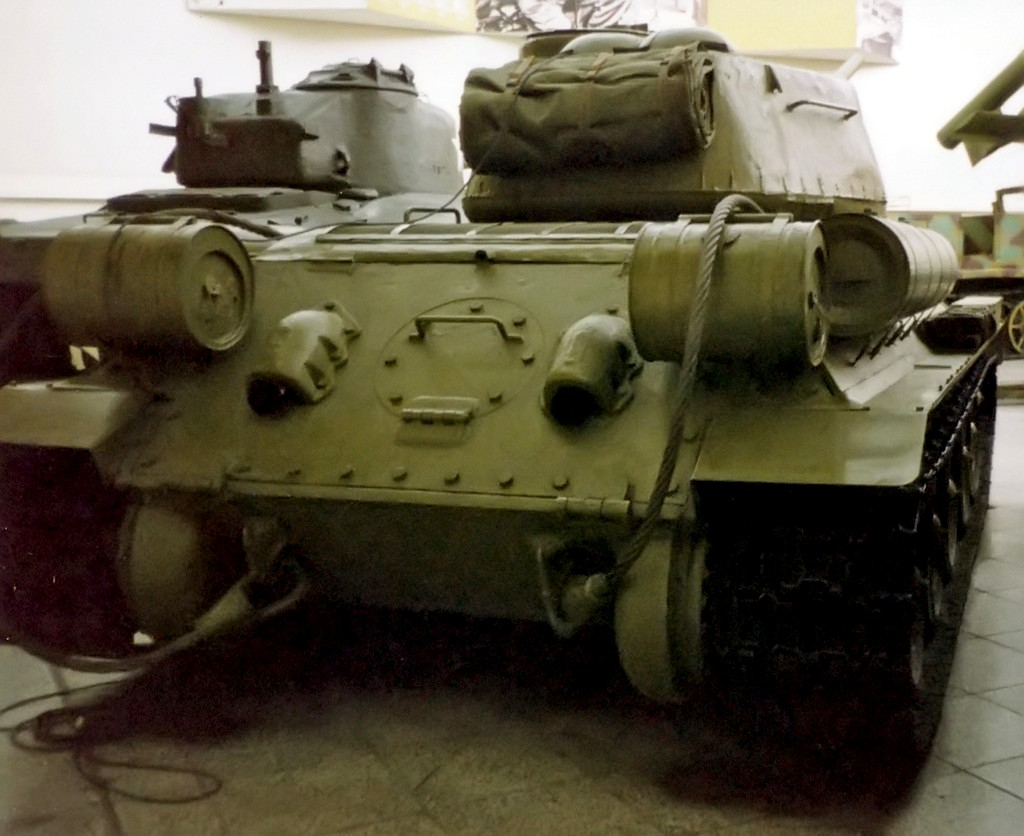
Sovjetisk T-34/85 försedd med BDSh-5 (БДШ-5) fällbara rökfacklor baktill.

Under andra världskriget användes rökfällare av bland annat Nazityskland, Ungern och Italien. Sovjetunionen kom sent i kriget att vidareutveckla denna princip till BDSh-5 (kyrilliska: 'БДШ-5', förkortning av 'Большая Дымовая Шашка', ”stor rökfackla”), en rökfällare som släppte enorma rökfacklor för kontinuerlig rökbeläggning. Denna anordning monterades baktill på sovjetiska stridsvagnar som till exempel T-34/85 och T-54, och såg vidare användning efter kriget. I Kina kopierades tekniken för deras egna stridsvagnar, såsom Typ-59 och Typ-62.

## Historia

### Förhistoria
Utskjutningsanordningar för rökgranater har förekommit under mycket lång tid. Understödsvapen som mörsare och handmörsare användes under 1700- och 1800-talet för att skjuta diverse olika projektiltyper, däribland rökammunition. Under första världskriget blev understödjande rökammunition alltmer vanligt hos infanterivapen och förekom bland annat till granattillsatser, granatkarbiner (ibland krevadkarbiner) och granatkastare.

### Andra världskriget
Rökkastare i modern mening började först förekomma först under andra världskriget i form av både externa rökkastare och interna rökkastare.
Rökkastare kunde antingen vara ändamålsbyggda dito eller improviserade konstruktioner. Exempel på improviserade externa rökkastare bestod bland annat av nerkortade repetergevär försedda med granattillsatskopp framför mynningen och en utlösarmekanism kopplad till gevärets avtryckare, vilka monterades externt på fordon som rökkastare. I koppen laddades en rökgranat och i patronläget en löspatron som vid avfyrning sköt iväg rökgranaten ur koppen.

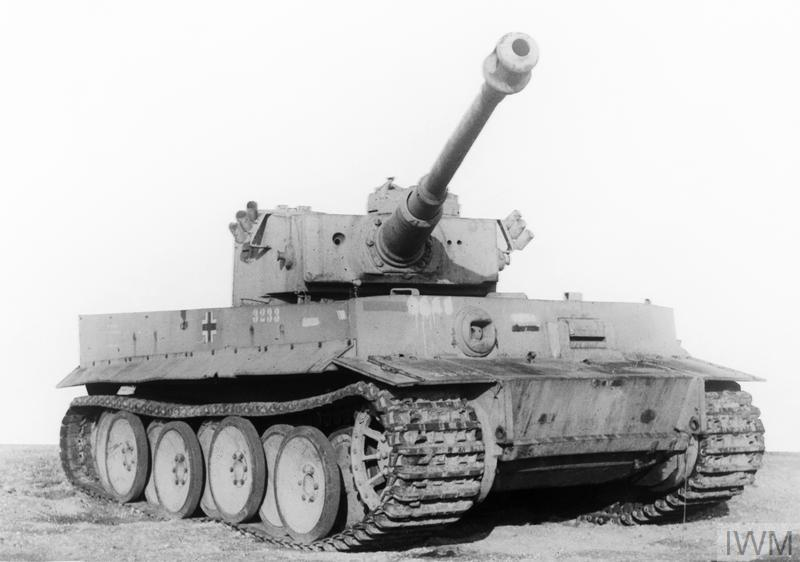
Panzerkampfwagen VI Tiger med Nebelwurfgerät externa rökkastare på tornet.
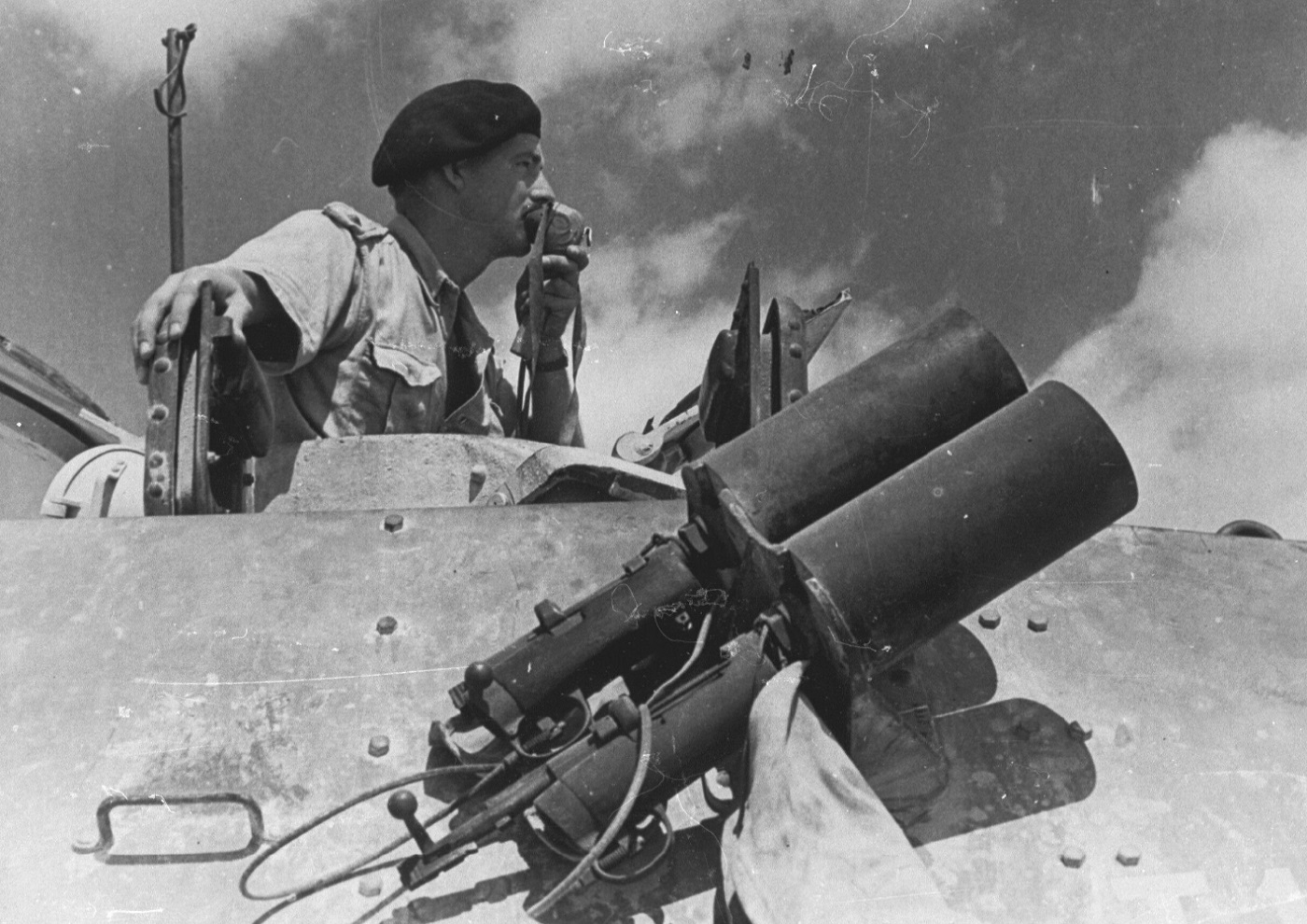
Brittiska 4-tum improviserade externa rökkastare baserade på nerkortade Lee-Enfield repetergevär.
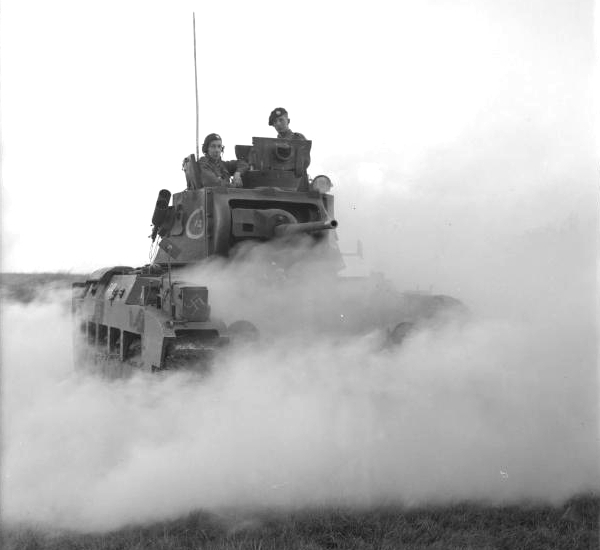
Brittisk Matilda II stridsvagn som rör sig i rökbeläggning skapat av rökkastare, Dover, 1941.

## Historia exempel

### Andra världskriget
Axelmakterna
- Nazityskland: Nebelkerzenabwurfvorrichtung(en) (rökfällare)
- Nazityskland: Nebelwurfgerät(en) (extern rökkastare)
- Nazityskland: Minenabwurfvorrichtung(en) (extern försvarsladdning – "minkastare" – mot oskyddad trupp)
- Nazityskland: Nahverteidigungswaffe(en) (intern rökkastare)

- Italien: "Cassetta lancia fumogeni" (rökfällare)[11]

- Kungariket Ungern: ”rökfacklor till pansarfordon: Turán, Zrínyi” (rökfällare)

- Japanska imperiet: ”stor rökfackla Typ 94 i improviserad extern rökkastare”[18]
- Japanska imperiet: ”rökraketfackla Typ 99 i improviserad extern rökkastare”[18]

De allierade
- Storbritannien: 2-inch mortar(en) (intern rökkastare)
  -  USA: 2-inch mortar M3 (amerikansk beteckning)[8]
- Storbritannien: 4-inch smoke discharger (extern rökkastare)[6]

- Sovjetunionen: БДШ-5 (BDSh-5, rökfällare)[10]